# Korhonen
Korhonen ist ein finnischer Familienname.
Mit 23.389 Namensträgern (Stand: März 2014) ist er der häufigste Familienname in Finnland. Der Name ist wohl ostfinnischen Ursprungs, er ist erstmals im 16. Jahrhundert in Savo belegt. Die Herleitung ist ungewiss, die gängigste Theorie legt das veraltete Dialektwort korho, „Tauber, Gehörloser“, auch „Dummkopf, Tollpatsch“, zugrunde.

## Namensträger
- Atte Korhonen (* 1997), finnischer Nordischer Kombinierer
- Emilia Korhonen (* 1995), finnische Squashspielerin
- Erkki Korhonen (* 1956), finnischer Musiker
- Jorma Korhonen (* 1968), finnischer Judoka
- Kari Korhonen (* 1973), finnischer Zeichner
- Keijo Korhonen (Politiker) (1934–2022), finnischer Politiker (Zentrum)
- Keijo Korhonen (Skispringer) (* 1956), finnischer Skispringer
- Marko Korhonen (* 1969), finnischer Judoka
- Martti Korhonen (* 1953), finnischer Politiker
- Minja Korhonen (* 2007), finnische Nordische Kombiniererin
- Olli Korhonen, finnischer Skispringer
- Paavo Korhonen (1928–2019), finnischer Nordischer Kombinierer
- Piia Korhonen (* 1997), finnische Volleyballspielerin
- Pekka Korhonen (* 1955), finnischer Politikwissenschaftler
- Pentti Korhonen (* 1951), finnischer Motorradrennfahrer
- Riku Korhonen (Turner) (1883–1932), finnischer Turner
- Riku Korhonen (Autor) (* 1972), finnischer Autor und Journalist
- Urpo Korhonen (1923–2009), finnischer Skilangläufer
- Väinö Korhonen (1926–2018), finnischer Pentathlet und Fechter